# Eriopyga
Eriopyga är ett släkte av fjärilar. Eriopyga ingår i familjen nattflyn.

## Dottertaxa tillEriopyga, i alfabetisk ordning[1]
- Eriopyga adjuntasa
- Eriopyga adonea
- Eriopyga adventa
- Eriopyga aenescens
- Eriopyga aeruscans
- Eriopyga agnata
- Eriopyga agrotiformis
- Eriopyga alana
- Eriopyga albifusa
- Eriopyga albipuncta
- Eriopyga albitorna
- Eriopyga albulirena
- Eriopyga aleuca
- Eriopyga angustimargo
- Eriopyga approximans
- Eriopyga atrisignata
- Eriopyga augur
- Eriopyga azucara
- Eriopyga baruna
- Eriopyga blanduja
- Eriopyga borthorodes
- Eriopyga brachia
- Eriopyga bravoae
- Eriopyga cachia
- Eriopyga caloeona
- Eriopyga carneigera
- Eriopyga carneitincta
- Eriopyga cartagensis
- Eriopyga chionosema
- Eriopyga chlorocyma
- Eriopyga chulumaniensis
- Eriopyga cillutincarae
- Eriopyga cirphidia
- Eriopyga complexens
- Eriopyga condensa
- Eriopyga confluens
- Eriopyga constans
- Eriopyga contempta
- Eriopyga cracerdota
- Eriopyga crista
- Eriopyga croceifimbria
- Eriopyga crocosticta
- Eriopyga cupreola
- Eriopyga cuprina
- Eriopyga curvirena
- Eriopyga cymax
- Eriopyga cynica
- Eriopyga descolei
- Eriopyga desiota
- Eriopyga desnuda
- Eriopyga diapera
- Eriopyga diplopis
- Eriopyga dischoroides
- Eriopyga dissimilis
- Eriopyga ditissima
- Eriopyga dolens
- Eriopyga dolia
- Eriopyga dormitosa
- Eriopyga dotata
- Eriopyga dromas
- Eriopyga duplicilinea
- Eriopyga duruscula
- Eriopyga dyari
- Eriopyga dyschoroides
- Eriopyga eccarsia
- Eriopyga enages
- Eriopyga epipsilina
- Eriopyga erythropis
- Eriopyga euchroa
- Eriopyga eugraphica
- Eriopyga euryte
- Eriopyga evanida
- Eriopyga excavata
- Eriopyga fea
- Eriopyga flammans
- Eriopyga flavigera
- Eriopyga flavirufa
- Eriopyga fornax
- Eriopyga friburgensis
- Eriopyga fulvida
- Eriopyga fuscescens
- Eriopyga fuscibarbata
- Eriopyga gigantea
- Eriopyga glaucistis
- Eriopyga glaucopis
- Eriopyga goniostigma
- Eriopyga griseirena
- Eriopyga griseorufa
- Eriopyga hyposcota
- Eriopyga ignescens
- Eriopyga infelix
- Eriopyga inferma
- Eriopyga infernalis
- Eriopyga infirma
- Eriopyga iole
- Eriopyga iridescens
- Eriopyga jamaicensis
- Eriopyga janeira
- Eriopyga lactipex
- Eriopyga lanaris
- Eriopyga lathen
- Eriopyga leucocraspis
- Eriopyga leucopera
- Eriopyga lilacea
- Eriopyga limonis
- Eriopyga lobata
- Eriopyga lodebar
- Eriopyga loliopopa
- Eriopyga lubrica
- Eriopyga lycophotia
- Eriopyga lycophotoides
- Eriopyga macrolepia
- Eriopyga magnifica
- Eriopyga magniorbis
- Eriopyga magnirena
- Eriopyga majuscula
- Eriopyga marginalis
- Eriopyga mediorufa
- Eriopyga melanogaster
- Eriopyga melanopis
- Eriopyga melanops
- Eriopyga melanosigma
- Eriopyga melanosticta
- Eriopyga melanostrigata
- Eriopyga metaleuca
- Eriopyga metanensis
- Eriopyga milio
- Eriopyga moesta
- Eriopyga moneti
- Eriopyga monilis
- Eriopyga monochroa
- Eriopyga monopis
- Eriopyga monotona
- Eriopyga motilona
- Eriopyga nanduna
- Eriopyga nigridorsia
- Eriopyga nigripalpis
- Eriopyga nigripars
- Eriopyga nigrocollaris
- Eriopyga nisio
- Eriopyga niveipuncta
- Eriopyga nocanoca
- Eriopyga oache
- Eriopyga obscurus
- Eriopyga ochrota
- Eriopyga opinabilis
- Eriopyga orbica
- Eriopyga oroba
- Eriopyga orophila
- Eriopyga oviduca
- Eriopyga pallescens
- Eriopyga pansapha
- Eriopyga pantostigma
- Eriopyga parens
- Eriopyga pariole
- Eriopyga paupera
- Eriopyga perfragilis
- Eriopyga perfusata
- Eriopyga perfusca
- Eriopyga perrubra
- Eriopyga phaeostigma
- Eriopyga phanerozona
- Eriopyga poasina
- Eriopyga poliotis
- Eriopyga polygrapha
- Eriopyga prasinocyma
- Eriopyga prasinospila
- Eriopyga proxima
- Eriopyga pseudostigma
- Eriopyga punctulum
- Eriopyga purpurigera
- Eriopyga pyropis
- Eriopyga quasimoesta
- Eriopyga ratelusia
- Eriopyga rea
- Eriopyga remipes
- Eriopyga renalba
- Eriopyga rhadata
- Eriopyga rhimla
- Eriopyga rhodohoria
- Eriopyga rhodotrichia
- Eriopyga ropilla
- Eriopyga rubicundula
- Eriopyga rubifer
- Eriopyga rubot
- Eriopyga rubripuncta
- Eriopyga rubrirena
- Eriopyga rudis
- Eriopyga scalaris
- Eriopyga secedens
- Eriopyga simplex
- Eriopyga spodiaca
- Eriopyga spurcilinea
- Eriopyga stenia
- Eriopyga stenonephra
- Eriopyga stictipenna
- Eriopyga strigifacta
- Eriopyga strigiopis
- Eriopyga stygia
- Eriopyga sublecta
- Eriopyga subolivacea
- Eriopyga subsimilis
- Eriopyga subtegula
- Eriopyga suffusa
- Eriopyga sutrix
- Eriopyga syntypica
- Eriopyga taciturna
- Eriopyga tama
- Eriopyga tebota
- Eriopyga tenebrosa
- Eriopyga tepens
- Eriopyga tersa
- Eriopyga tertulia
- Eriopyga thermistis
- Eriopyga thermosema
- Eriopyga torrida
- Eriopyga trinotata
- Eriopyga trocas
- Eriopyga tucumana
- Eriopyga turrialba
- Eriopyga ultimella
- Eriopyga umbracula
- Eriopyga umbrifer
- Eriopyga unicolora
- Eriopyga usticolor
- Eriopyga velutina
- Eriopyga venipicta
- Eriopyga vesquesa
- Eriopyga vinobarbata
- Eriopyga violascens
- Eriopyga viuda
- Eriopyga volcania
- Eriopyga xera